# Indywidualne Mistrzostwa Polski na Żużlu 1998
Indywidualne Mistrzostwa Polski na Żużlu 1998 – zawody żużlowe, mające na celu wyłonienie medalistów indywidualnych mistrzostw Polski w sezonie 1998. Rozegrano cztery turnieje ćwierćfinałowe, dwa półfinały oraz finał, w którym zwyciężył Jacek Gollob.

## Finał
- Bydgoszcz, 15 sierpnia 1998
- Sędzia: Roman Siwiak

| Msc. | Zawodnik               | Klub         | Pkt   |             |  |
| ---- | ---------------------- | ------------ | ----- | ----------- |  |
| 1    | Jacek Gollob           | Bydgoszcz    | 14    | (3,3,3,3,2) |  |
| 2    | Tomasz Gollob          | Bydgoszcz    | 13    | (3,2,2,3,3) |  |
| 3    | Wiesław Jaguś          | Toruń        | 11 +3 | (0,3,3,3,2) |  |
| 4    | Mariusz Staszewski     | Częstochowa  | 11 +2 | (2,3,2,1,3) |  |
| 5    | Jacek Krzyżaniak       | Toruń        | 10    | (2,2,3,2,1) |  |
| 6    | Sebastian Ułamek       | Częstochowa  | 9     | (3,0,1,2,3) |  |
| 7    | Piotr Protasiewicz     | Bydgoszcz    | 9     | (3,1,3,d,2) |  |
| 8    | Piotr Świst            | Rzeszów      | 8     | (2,3,0,3,d) |  |
| 9    | Damian Baliński        | Leszno       | 6     | (0,2,2,0,2) |  |
| 10   | Andrzej Huszcza        | Zielona Góra | 5     | (2,1,0,1,1) |  |
| 11   | Adam Pawliczek         | Rybnik       | 5     | (0,1,1,2,1) |  |
| 12   | Rafał Dobrucki         | Piła         | 5     | (1,1,1,1,1) |  |
| 13   | Sławomir Drabik        | Częstochowa  | 4     | (1,2,1,0,d) |  |
| 14   | Jacek Rempała          | Grudziądz    | 3     | (0,0,2,1,0) |  |
| 15   | Marek Dera             | Gdańsk       | 1     | (1,0,0,u,d) |  |
| 16   | Adam Łabędzki          | Wrocław      | 1     | (1,w,–,–,–) |  |
|      | rez. Tomasz Cieślewicz | Gdańsk       | 3     | (3)         |  |
|      | rez. Adam Fajfer       | Gniezno      | 2     | (2)         |  |